# Reuver vasútállomás
Reuver vasútállomás Hollandiában, Beesel községben, Reuver településen.

## Vasútvonalak
Az állomást az alábbi vasútvonalak érintik:
- Maastricht–Venlo-vasútvonal

## Kapcsolódó állomások
A vasútállomáshoz az alábbi állomások vannak a legközelebb:
- Tegelen vasútállomás (északkelet)
- Swalmen vasútállomás (délnyugat)